# Spandauer Straße
La Spandauer Straße (« rue de Spandau ») est une rue du quartier Mitte au centre de Berlin. Située dans la zone historique d'Alt-Berlin, c'est l'une des voies les plus anciennes de la capitale allemande.

## Situation et accès
La rue est orientée de nord-ouest à sud-est, en parallèle à la rivière Sprée, elle s'étend sur environ 700 métres et comprend trois grandes sections : au nord-ouest de l'intersection avec la Karl-Liebknecht-Straße (la Bundesstraße 2 et 5) près de l'église Sainte-Marie, la partie centrale au parc du Marx-Engels-Forum, ainsi que l'extrémité sud-est à l'hôtel de ville de Berlin (Rotes Rathaus) et au Nikolaiviertel centré sur l'église Saint-Nicolas. La Spandauer Straße se termine au Molkenmarkt, le carrefour avec la Bundesstraße 1. 
La partie nord-ouest est traversée par le tramway reliant la place Hackescher Markt et Alexanderplatz. Dans le cadre de la prolongation de la ligne 5 du métro de Berlin, une nouvelle station nommée Rotes Rathaus va être inaugurée au coin de la rue.

## Origine du nom
Spandauer Straße, qui signifie « rue de Spandau » son nom de la ville voisine de Spandau, aujourd'hui un arrondissement situé à l'ouest de la capitale allemande.

## Historique

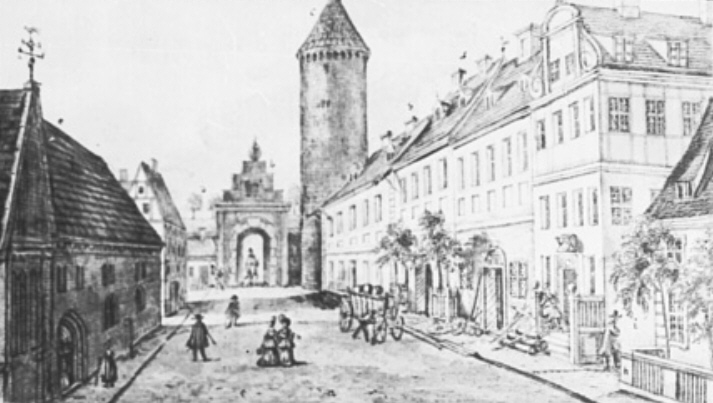
La porte de Spandau, vers l'an 1700.

Le nom de la voie est attesté depuis la fondation de la ville au XIIe siècle, l'artère menant de la mairie de Berlin à la porte de Spandau, du nom de la ville voisine de Spandau (aujourd'hui un arrondissement dans l'ouest de la capitale). La chapelle du Saint-Esprit (Heilig-Geist-Kapelle) construite vers l'an 1300, l'un des plus anciens  bâtiments encore existants, se trouve à son extrémité supérieur.
La rue est visible sur le plan historique de Johann Gregor Memhardt en 1652 ; le tronçon a été aménagé pendant la construction de la forteresse de Berlin au XVIIe siècle. La place devant la porte de Spandau sera plus tard reconnue comme Hackescher Markt ; le bâtiment lui-même fut démoli en 1718.
En tant que voie de communication, la Spandauer Straße a perdu son importance au profit du boulevard Unter den Linden menant vers la porte de Brandebourg et la Charlottenburger Chaussee, aménagé sous le règne du « Grand Électeur » Frédéric-Guillaume de Brandebourg au XVIIe siècle.

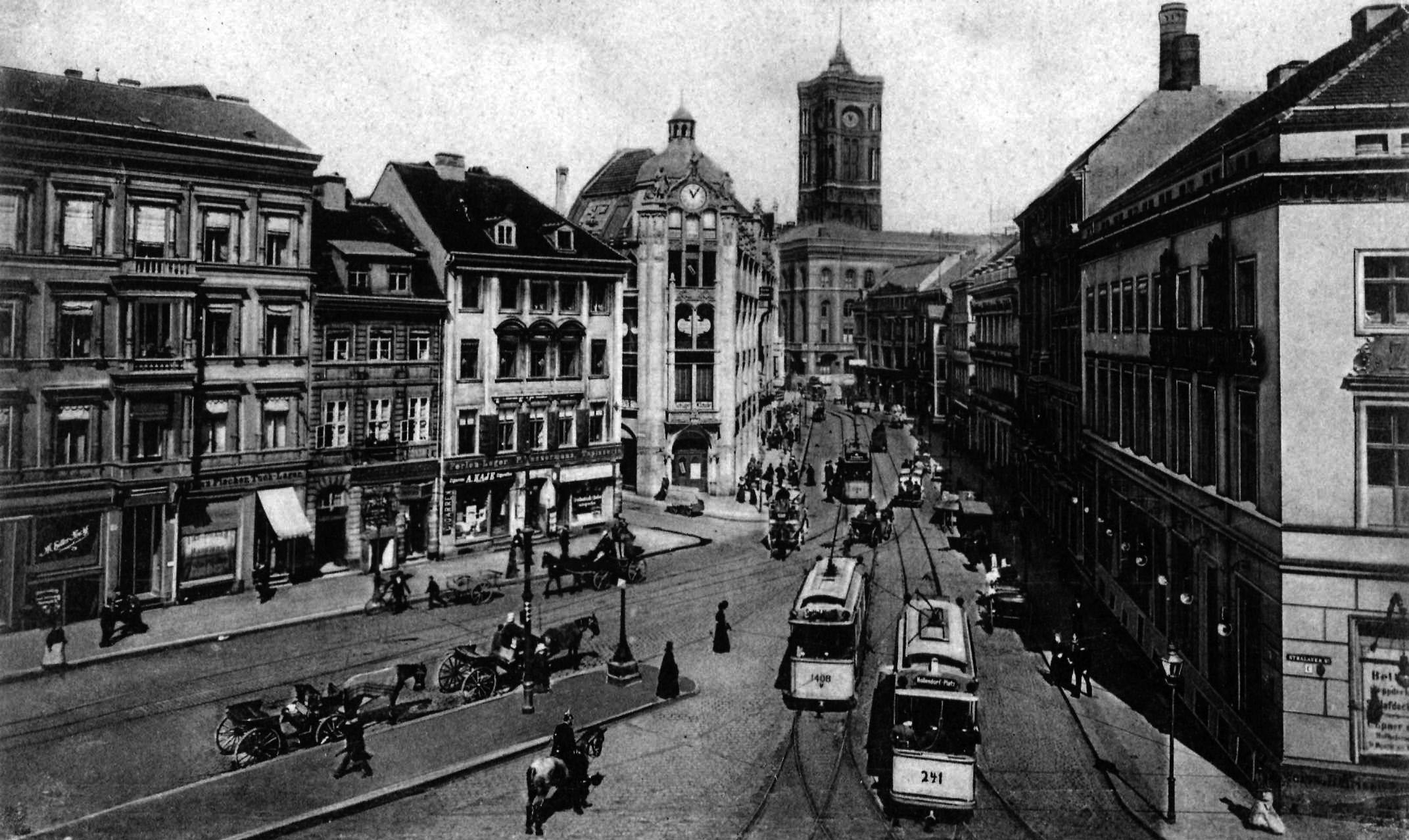
Vue sur la Spandauer Straße en 1902.

Le tramway de Berlin a emprunté la rue sur toute sa longueur à partir de 1883, elle est vite devenue un goulet d'étranglement dans le centre-ville. Les environs de la vieille ville ont été fortement endommagés par le bombardement de Berlin pendant la Seconde Guerre mondiale. Sous l'administration de la République démocratique allemande, la route a été élargie et les vestiges des bâtisses historiques furent enlevés de sorte qu'un grand espace ouvert se trouve au centre de Berlin-Est, s'étendant de la Fernsehturm jusqu'à l'île de la Spree. En 1979, le Palasthotel a été ouvert au croisement avec la Karl-Liebknecht-Straße ; cet immeuble fut détruit en 2001 (aujourd'hui le site de l'AquaDom). Depuis la réunification allemande, la reconstruction du quartier a fait l'objet de multiples controverses dans le public.

## Bâtiments remarquables et lieux de mémoire

### Résidents
- Theodor Fontane (1819-1898), écrivain, apprenti à la pharmacie au no 40 de 1836 à 1840 ;
- Johann Wilhelm Ludwig Gleim (1719-1803), poète, habita la maison au no 68 de 1845 à 1847 ;
- Henriette Herz (1764-1847), écrivaine,  tint son salon réputé à la maison au no 53 ;
- Martin Heinrich Klaproth (1743-1817); chimiste, a travaillé à la pharmacie au no 40 et habita la maison au no 25 ;
- Heinrich von Kleist (1777–1811), écrivain et essayiste, habita la maison au no 53 ;
- Gotthold Ephraim Lessing (1729-1781), écrivain et dramaturge, habita la maison au no 33 de 1751 à 1753 ;
- Moses Mendelssohn (1729-1786), philosophe, habita la maison au no 33 ;
- Giacomo Meyerbeer (1791–1864), compositeur, habita la maison au no 72 ;
- Karl Wilhelm Ramler (1725–1798), poète, habita la maison au no 68 ;
- Carl Ritter (1779–1859), géographe, habita la maison au no 59 ;
- Rahel Varnhagen (1771-1833), écrivaine,  née à la maison no 26.